# Bearer Independent Call Control
Das Bearer Independent Call Control (BICC) ist ein Signalisierungsprotokoll, das von der ITU-T in der Empfehlung Q.1901 im Hinblick auf die Integration bestehender Kommunikationsnetze in eine einheitliche Netzinfrastruktur als universeller Standard spezifiziert wurde.
BICC ist als kompatibler Ersatz für das bisher verwendete ISUP gedacht. Im Gegensatz zu ISUP basiert BICC auf der konsequenten Trennung von Anrufsignalisierung und Steuerung des Verbindungsaufbaus im Transportnetz. BICC ermöglicht so die Bereitstellung bestehender Analog- und ISDN-Dienste unabhängig von der eingesetzten Transportnetz-Technologie (z. B. leitungsvermittelndes ISDN oder datenpaketorientiertes Internet).
Die notwendige Koordination der in BICC getrennten Anruf- und Verbindungssteuerung wird mit Hilfe von Megaco / H.248 abgewickelt.